# Buténafine
La buténafine est un médicament antimycosique.

## Mode d'action
Il s'agit d'une benzylamine, qui est similaire aux allylamines, telles que la terbinafine . On pense qu'il agit en affectant la membrane cellulaire .

## Usage médical
Le buténafine est un antifongique utilisé pour traiter la teigne et le pityriasis versicolor . Le médicament est appliqué sur la peau.

## Effets secondaires
Les effets secondaires de ce médicament comprennent des démangeaisons et des picotements. D’autres effets secondaires peuvent inclure des réactions allergiques . Il n’existe aucune preuve de dangerosité pendant la grossesse cependant, cette utilisation n’a pas été bien étudiée.

## Histoire
Le médicament a été approuvé pour un usage médical aux États-Unis en 1996. Il est disponible en vente libre . Aux États-Unis, un tube de 30 grammes coûte environ 20 dollars américains  en 2022.